# Diodórosz (történetíró)
Diodórosz Szikulosz (ógörögül: Διόδωρος Σικελιώτης, latinul: Diodorus Siculus, a. m. "Szicíliai Diodórosz"), (Kr. e. 90 körül – Kr. e. 27 körül) ókori görög történetíró.

## Élete
Életéről keveset tudunk, feltehetőleg jómódú magánember volt, aki 30 év alatt készítette el történelmi munkáját. Anyaggyűjtését nagy utazásokkal egészítette ki, sőt latinul is megtanult. Hosszabb ideig élt Alexandriában és Rómában. Közhivatalt soha nem töltött be.

## Munkássága

Bibliotheca historica, 1746

Terjedelmes világtörténeti munkájának címe Bibliothéké (Könyvtár). Ebben a mitikus kortól Kr. e. 54-ig, Julius Caesar Galliába vezetett hadjáratáig dolgozta fel a történelmet, példaképe ebben Ephorosz volt. A teljes mű 40 részből állt, az első hat az ókori keleti népek és a görögök mitikus „őstörténetével” foglalkozik, a hetedik a trójai háborúval kezdődik, s innen szigorúan időrendben halad tovább.
Feldolgozásában közbülső megoldást keresett a regényesítő ábrázolás és a polübioszi módszer között.
A műnek az ókorban nem volt túlzottan nagy sikere, nem idézték. Annál népszerűbb volt a későantik keresztény történetírók és a bizánci krónikások közt. Teljes egészében az 1–5. és a 11–20. részek (könyvek) maradtak fenn, de a többiből is sok töredéket ismerünk, elsősorban Phótiosz és VII. Konstantin műveiből.

## Jelentősége
Egyesek jelentőségét csak abban látták, hogy sok, mára már elveszett történeti művet őrzött meg munkájában. Az egyetemes történelem szerepéről kifejtett álláspontja azonban egyértelműen felülmúlta kortársait. Nem fogadta el Rómát sem az egyetemes történelem kezdetének, sem végcéljának, hanem az emberiség történelmét kozmológiai távlatba helyezte, valamint megkísérelte rekonstruálni a korai emberek életét is. Mindezek alapján megállapítható, hogy a korabeli történetírók közül senki sem jutott ilyen közel az emberiség egységének felismeréséhez.

## Magyarul megjelent művei
- Nagy Sándor uralkodása. Diodóros Történeti könyvtárának 17. könyve; ford., tan., jegy. Illés Imre Áron; Martin Opitz, Szeged–Bp., 2021